# Morti nel 1271
| Questa pagina contiene informazioni ricavate automaticamente dalle voci biografiche con l'ausilio del template Bio e di un bot. L'aggiornamento è periodico e automatico e ricostruisce completamente la pagina. Se manca una persona in questa lista, sei pregato di non aggiungerla, ma accertati piuttosto che la sua voce biografica contenga il template Bio e che i dati anagrafici siano correttamente compilati. Se il template Bio manca, inseriscilo tu stesso o, in alternativa, metti l'avviso {{tmp\|Bio}} che ne segnala la mancanza. Se i dati riportati sono sbagliati, correggi direttamente la voce biografica; le modifiche saranno visibili in questa lista entro pochi giorni. Per chiarimenti vedi il progetto biografie. La lista contiene solo le 29 persone che sono citate nell'enciclopedia e per le quali è stato implementato correttamente il template Bio. Pagina aggiornata al 10 ago 2025. |

- 10 gennaio - Ottone II di Gheldria, conte (n. 1215)
- 18 gennaio - Margherita d'Ungheria, religiosa e santa ungherese (n. 1242)
- 28 gennaio - Isabella d'Aragona, principessa (n. 1247)
- 13 marzo - Enrico di Cornovaglia, principe inglese (n. 1235)
- 10 aprile - Stefano il Postumo, nobile ungherese (n. 1236)
- 27 aprile - Isabella di Francia, principessa francese (n. 1242)
- 28 aprile - Gamelin, vescovo cattolico e politico scozzese
- 21 agosto - Alfonso di Poitiers, nobile francese (n. 1220)
- 25 agosto - Giovanna di Tolosa, contessa (n. 1220)
- 24 ottobre - Elisabetta d'Ungheria, nobile ungherese (n. 1236)
- 25 ottobre - Enrico da Susa, cardinale francese
- Adamo di Kilconquhar, nobile scozzese
- Albrecht von Scharfenberg, poeta tedesco
- Alessandro di Brema, biblista tedesco
- Elena Ducas, principessa bizantina (n. 1242)
- Michele II d'Epiro, militare bizantino
- Frate Leone, religioso italiano (n. 1195)
- Barak Khan, condottiero mongolo
- Malise II, conte di Strathearn, nobile scozzese
- Mastro Gerardus, architetto tedesco
- Simone VI di Montfort, nobile inglese (n. 1240)
- Costantino Paleologo, nobile e generale bizantino
- Guglielmo Peraldo, presbitero e teologo francese
- Steinvör Sighvatsdóttir, poetessa islandese
- Guglielmo Stendardo, ammiraglio e generale francese
- Vardan Areveltsi, storico e teologo armeno (n. 1198)
- Marsilio Zorzi, politico e diplomatico italiano
- Margherita di Francia, nobile francese (n. 1254)
- Kirakos di Gandzak, storico armeno (n. 1200)